# Mao Jüan-sin
Mao Jüan-sin (zjednodušená čínština: 毛远新, tradiční čínština: 毛遠新, pchin-jin Máo Yuǎnxīn; * 14. února 1941) je synovcem vedoucího představitele Komunistické strany Číny Mao Ce-tunga (1893–1976). Působil jako člen KS Číny. Po smrti Mao Ce-tunga byl označen za stoupence Gangu čtyř a společně s jeho příslušníky byl zatčen a odsouzen k 17letému trestu za perzekuci obyvatelstva a křivá obvinění, kterých se dopustil během Velké kulturní revoluce.

## Rodina

Mao Jüan-sin a strýc Mao Ce-tung na rodinné fotografii.

Otec Mao Jüan-sina, Mao Ce-min (pchin-jin Mao Zemin), byl mladším bratrem Mao Ce-tunga. Mao Ce-min šel ve stopách svého staršího bratra a také se stal členem Komunistické strany Číny. To se mu však stalo osudným, protože roku 1941 byl zatčen nacionalistickým vojevůdcem Šeng Š‘-cchajem (pchin-jin Sheng Shicai), mučen, aby se přiznal, že je příslušníkem KS Číny, a nakonec popraven v roce 1943. Mao Ce-minova manželka byla také uvězněna, a tak se stalo, že Mao Jüan-sin se narodil ve vězení v Urumči, v provincii Sin-ťiang. Poté, co se jeho matka znovu vdala, rozhodl se Mao Ce-tung svého synovce vychovávat a v roce 1949 si ho vzal k sobě do Pekingu do vládní čtvrti.

## Politická angažovanost
V roce 1960 nastoupil Mao Jüan-sin v Charbinu na vojenské inženýrství a v následujících letech si prošel vojenským výcvikem s čínskou lidově osvobozeneckou armádou, aby se v září 1966 vrátil do Charbinu a propagoval zde Velkou kulturní revoluci. V roce 1968 byl převelen do provincie Liao-ning, kde se stal místopředsedou právě vzniklého revolučního výboru a komisařem vojenského regionu Šen-jang. V letech 1973 a 1974 usiloval o zavedení nových přijímacích zkoušek na vysoké školy a podpořil kontroverzní protest studenta Čang Tchie-šenga (Zhang Tiesheng). Ten na odpor proti těžkým přijímacím zkouškám odevzdal nevyplněný test s dopisem na druhé straně, v kterém vyjádřil své pohrdání nad všemi knihomoly, kteří jen sedí nad knihami, a přitom nedělají nic užitečného, a frustraci nad několikahodinovými přijímacími testy, které mu mohou znemožnit další studium.  V roce 1975 se zasloužil o popravu disidentky Čang Č’sin (pchin-jin Zhang Zhixin), která kritizovala Mao Ce-tunga a jeho ultra-levicovou vládu, přestože se sama považovala za komunistku. Na konci roku 1975, když začal být Mao Ce-tung velmi nemocen, povolal si svého synovce do Pekingu, aby mu sloužil jako prostředník mezi ním a politbyrem. Mao Jüan-sin se tak začal účastnit setkání politbyra a sloužil jako spojka mezi Maem a ostatními nejvyššími představiteli komunistické strany. V jeho rukou se najednou soustředila obrovská moc. Spřátelil se s politicky aktivní Maovou manželkou a členkou Gangu čtyř Ťiang Čching (pchin-jin Jiang Qing) a připojil se k ultra-levicové frakci komunistické strany. Před Mao-Cetungem systematicky a záměrně kritizoval Teng Siao-pchinga (pchin-jin Deng Xiaoping) za jeho kritický pohled na Kulturní revoluci a prosazování kapitalismu. V roce 1976, když byl Mao Ce-tung upoután na lůžko, se Jüan-sin stal jeho informátorem a také mluvčím. V dubnu 1976 předal politbyru příkaz od Mao Ce-tunga, nahradit Teng Siao-pchinga v jeho funkci místopředsedy ústředního výboru KS Číny Chua Kuo-fengem (pchin-jin Hua Guofeng).

## Odsouzení po Kulturní revoluci
Po smrti Mao Ce-tunga v září 1976 navrhla Ťiang Čching, aby Jüan-sinovi zůstala funkce ve vedení státu, což však Chua Kuo-feng zavrhl. Na místo toho nechal v říjnu 1976 Mao Jüan-sina společně se členy Gangu čtyř zatknut. Mao Jüan-sin je často označován za pátého člena Gangu čtyř a byl společně s nimi odsouzen za ultralevičáctví, snahu uchopit moc ve státu a spiknutí proti státu. Mao Jüan-sin byl v roce 1979 zbaven stranické příslušnosti a v roce 1986 byl odsouzen k 17letému vězení.